# Estrecho de Nutca
El estrecho de Nutca o de Nuca (inglés, Nootka sound; en francés, baie de Nootka) es un estrecho del Océano Pacífico en la escarpada costa oeste de la isla de Vancouver, en el noroeste del Pacífico. Separa la isla de Vancouver y la isla de Nutca, parte de la provincia canadiense de la Columbia Británica. Históricamente desempeñó un papel importante en el comercio marítimo de pieles.

## Historia
La ensenada es parte del territorio tradicional del pueblo indígena Nuu-chah-nulth. Lo llamaron Mowichat. John R. Jewitt describió el área con cierto detalle en una memoria sobre sus años como cautivo del jefe indígena Maquinna desde 1802 hasta 1805.

### Exploración europea

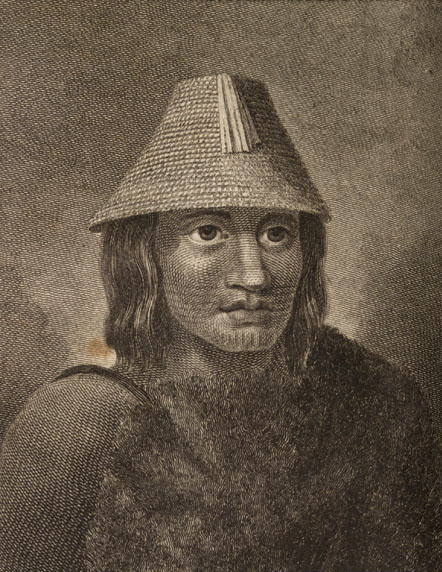
Un nativo del estrecho de Nutca, dibujo publicado en 1783 por John Webber en un libro sobre el capitán James Cook.

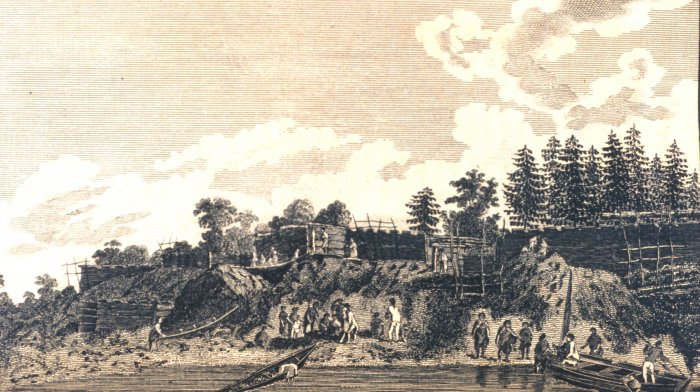
Asentamientos españoles en Nutca, alrededor de 1790.

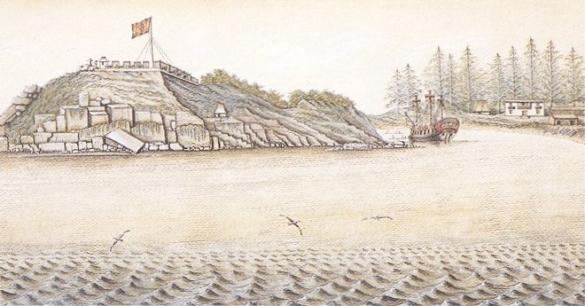
Fuerte español de San Miguel, San Lorenzo de Nutca. (Dibujo de Sigismund Bacstrom, 1793).

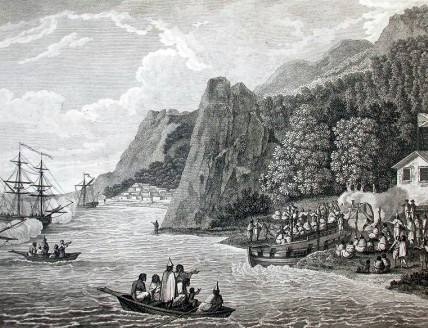
John Meares arribando al estrecho de Nutca en 1788.

El 8 de agosto de 1774, el buque de la Armada Española Santiago, al mando de Juan Pérez, entró y fondeó en la ensenada. Aunque los españoles no desembarcaron, los nativos remaron hasta el barco para intercambiar pieles por conchas de abulón de California. Pérez nombró la entrada al estrecho de Nutca como "Surgidero de San Lorenzo". La palabra surgidero significa "fuente". Cuando Esteban José Martínez llegó en 1789 le dio al estrecho de Nutca el nombre de "Puerto de San Lorenzo de Nuca". Al establecimiento español de Friendly Cove le dio el nombre de Santa Cruz de Nuca.
En marzo de 1778, el capitán James Cook de la Marina Real británica aterrizó en Bligh Island y llamó a la ensenada King George's Sound. Él registró que el nombre nativo era Nootka, aparentemente malinterpretando sus conversaciones en Friendly Cove / Yuquot. Su informante puede haber estado explicando que estaba en una isla (itchme nutka, un lugar por el que puedes "recorrer"). También puede haber habido confusión con Nuu-chah-nulth, el autónimo de los nativos (nombre propio). También puede haberse basado simplemente en la mala pronunciación de Cook de Yuquot, el nombre nativo del lugar. Los primeros nombres españoles y británicos del estrecho de Nutca dejaron de utilizarse rápidamente.
En ese momento, los españoles monopolizaban el comercio entre Asia y América del Norte, y habían otorgado licencias limitadas a los portugueses. Los rusos habían establecido un creciente sistema de comercio de pieles en Alaska. Los españoles comenzaron a desafiar a los rusos, siendo el viaje de Pérez el primero de muchos al noroeste del Pacífico. Los británicos también se volvieron cada vez más activos en la región.
El siguiente europeo en visitar el estrecho de Nutca después de James Cook fue el comerciante británico James Hanna en agosto de 1785. Hanna intercambió barras de hierro por pieles. Vendió las pieles en China para obtener una ganancia considerable, comenzando una era de comercio marítimo de pieles.
En 1786, otro comerciante de pieles marítimas, James Strange, visitó el estrecho de Nutca. Uno de su equipo, John Mackay, se ofreció como voluntario para permanecer en Nutca y trabajar para establecer relaciones hasta que Strange regresara al año siguiente. Pero Strange nunca regresó. Cuando el comerciante Charles Barkley llegó a Nutca en el verano de 1787, se sorprendió al encontrar a John Mackay quien, a lo largo del año, había aprendido el idioma y las costumbres de los Nuu-chah-nulth, se había adaptado a sus costumbres y se había casado con una joven nativa. Al principio, Mackay fue bienvenido y se hizo amigo de Macuina, pero después de romper un tabú sin saberlo, fue exiliado de la casa de Macuina y obligado a sobrevivir por su cuenta. Barkley llevó a Mackay a bordo de su barco, el Imperial Eagle.

## Crisis de Nutca
A partir de 1774, España envió varias expediciones a Alaska para consolidar su antigua reclamación sobre el noroeste del Pacífico, que se remonta al tratado de Tordesillas firmado en el siglo XVI. Durante la década de 1785-1795, los comerciantes británicos, animados por Sir Joseph Banks y apoyados por su gobierno, hicieron un intento sostenido de desarrollar el comercio de pieles británico en el área, a pesar de las reclamaciones de España y los derechos de navegación. Los esfuerzos de estos comerciantes no duraron mucho ante la oposición de España. El desafío también fue impuesto por un Japón que se mantuvo obstinadamente en la reclusión nacional. En 1789, España envió al subteniente Esteban José Martínez, al mando de Princesa y San Carlos, para hacer cumplir la soberanía española y defender sus pretensiones. Llegó al estrecho de Nutca en febrero de 1789, estableciendo un asentamiento y construyendo el Fuerte de San Miguel. El barco Ifigenia Nubiana, al mando del capitán William Douglas y propiedad de John Meares, fue incautado por la Armada Española, que además se apoderó de otros dos barcos británicos, incluido el Princess Royal. A dos barcos estadounidenses en la zona se les permitió navegar, ya que Estados Unidos era aliado de España (España había apoyado a Estados Unidos en su guerra de independencia). Sin embargo, el barco estadounidense Fair American, al mando de Thomas Humphrey Metcalfe, fue capturado y llevado a San Blas, antes de ser liberado. La captura de los barcos británicos condujo a la crisis de Nutca y casi a la guerra entre Gran Bretaña y España. Los británicos desafiaron las reclamaciones españolas de tierras supuestamente "no colonizadas" en las costas del Pacífico de América del Norte y del Sur. La primera Convención de Nutca (1790) otorgó a ambos países el derecho a establecerse a lo largo de las costas del Pacífico, interrumpiendo el monopolio español por primera vez en más de dos siglos. Los británicos patrocinaron rápidamente la expedición de exploración de Vancouver. Las dificultades para cumplir los términos llevaron a una segunda y luego a una tercera Convención de Nutca (1794).
La controversia sobre el estrecho de Nutca también tuvo notables implicaciones en la Revolución Francesa. La monarquía borbónica española pidió el apoyo de Francia en la disputa, en caso de que desembocara en una guerra entre España y Gran Bretaña. El rey borbón francés Luis XVI quería respaldar a España contra Gran Bretaña, pero su derecho a entrar en Francia en una alianza por su propia prerrogativa fue disputado por la Asamblea Nacional. La Asamblea sostuvo que el derecho del Rey a determinar la política exterior y declarar la guerra estaba sujeto a la soberanía del pueblo. Finalmente, la Asamblea dictaminó que el rey podía iniciar una propuesta de declaración de guerra, pero tenía que ser ratificada por la Asamblea; este fue un gran golpe para la monarquía.